# На Липару
„На Липару” је пјесма српског сликара, пјесника и боема Ђуре Јакшића. Настала је 1867. године након што је Ђура Јакшић, који је радио као учитељ, премјештен из Крагујевца у оближње село Сабанту, као казна за свој темперамент који је изазивао негодовање од стране тадашње власти. Иако је најмање радио на лирској поезији, ипак је створио неке од најбољих пјесама српске књижевности.

## Анализа дјела
Назив ове пјесме означава Липар, гдје је пјесник написао песму. Пјесма се састоји из два дијела, први дио носи назив „Вече”, а други „Поноћ”. Пјесма „Поноћ” је објављена годину дана раније (1866. године) у листу „Вила”, те се сматра да нема хронологије, али их повезује садржај; пјесникова исповијест која је започела у пјесми „Вече” наставља се у пјесми „Поноћ”. 

### „Вече”
Први дио пјесме „На Липару” има форму двопјева, односно пјевања у двоје. Пјесник узима ову дијалошку форму јер му омогућава исказивање расположења два субјекта из два различита свијета. У овом случају су то лирски субјекат (пјесник) и птице. Пјесма лирског субјекта је елегична и из ње зраче туга, бол, жалост и очајање који су опјевани у успореном ритму. Има форму секстине у којој се смјењују дванаестерци и једанаестерци. Због садржаја их прати тмурна атмосфера. Пјесма птица, односно славуја, има доста бржи ритам, лаког стиха и једноставне риме. У питању је дитирамб. Има веселији тон од пјесме лирског субјекта и овде се могу препознати веселија расположења пуна љубави и њежности. Углавном доминира стих од четири слога, али се јавља и неколико стихова од три и пет слогова. Дијалошка форма нам омогућава да видимо разлике између ова два различита свијета. Ови стихови представљају и стилску фигуру персонификацију, јер пјесник птицама даје људске особине. Слике у овим стиховима су свијетле и приказују контраст стиховима који долазе од стране лирског субјекта. Лирски субјекат је очајан и он се обраћа птицама тражећи утјеху у њима и пружајући им заједништво да заједно тугују. Открива се да су птице у потпуном супротном расположењу од пјесника. Оне су веселе и свој стих завршавају са „Ћију-ћи!” које показује чисто ономатопејско исказивање птичије разиграности. Овај њихов весели говор скоро дотиче пјесника. Он их назива својим другарима и старим познаницима, те хвали њихову пјесму, слатку као мед, и њихово добро срце. Одмах после тога, као контраст, пјесник говори како је његово срце претворено у лед захваљујући људима који су га разбијали и људској злоби. 
„Моје тице лепе, једини другари,
У новоме стану познаници стари,
Срце вам је добро, песма вам је мед;
Али моје срце, али моје груди
Леденом су злобом разбијали људи,
Па се, место срца, ухватио лед.”
Ово представља чисту метафору човјека који је изгубио вјеру у људе и дошао у то стање да више никоме не може вјеровати. После строфе лирског субјекта, јављају се птице опет са својим веселим тоном. Оне овај пут желе отопити срце пјеснику. Птице не прихватају пјесникову тугу, те покушавају да га орасположе и донесу весеље, радост и љубав у његов живот. Овдје се јавља контраст између мотива леда из претходне строфе и мотива зумбула, цвијећа и уопште прољећа. Ипак, последња строфа се враћа пјеснику и он има завршну ријеч. Он птице назива „јадним сиротанима”, те користи мотиве којима су славуји приказивали радост, да би приказао своју тугу и жалост. Он говори како је његово цвијеће увело, а мај отишао. Он говори како њему више није остало осим тешке ране на срцу.
„А на души оста, кô скрхана биљка,
Ил’ кô тужан мирис увелог босиљка,
Једна тешка рана, тежак уздисај.”
Последња строфа је метафорични израз који потпуно описује стање у којем се пјесник налази и бол коју он осјећа. Елегични стихови лирског субјекта и дитирамб птица који је изражен у осам кратких стихова потпуно се разликују ритмички, али и у тону, расположењу и мотивима. 

### „Поноћ”
Док у првом дијелу радња се дешава вјероватно увече негдје у природи, у другом дијелу радња је смјештена је на затвореном мјесту у поноћ. Овдје није у питању двопјев, већ се јавља искључиво лирски субјекат. Он говори како је глуво доба ноћи, али њему се учинило да чује неки глас. Он прича сам са собом и пита се коме ли припада тај звук што је он чуо. Сада набраја све могућности: духове (према српском народном предању, ноћу духови устају и теже да обављају недовршена посла), земља која куне покоре, небо које даље путује, звијезде што плачу, и тако даље. Он овим стиховима метафорички говори како и небо и земља и све остало што наводи тугује и оплакује стање које тренутно влада његовом домовином и влашћу која се налази на врху. Управо због оваквих скривених порука у својим дјелима, Ђура Јакшић је увијек био протјериван и никада му није било допуштено да ради у великим градовима гдје би могао пренијети своје мишљење већем броју младих људи. Из тог разлога он поставља реторичко питање:
„Па зар да неба свету нестане?
Па зар да земљи више не сване?
Зар да остане -
тама?...”
Он овим говори да ће неба нестати, земљи више неће сванути и да ће остати тама уколико се нешто не промијени. Врата су одшкринула и он тада увиђа лик своје, вјероватно мртве, мајке. Лик мајке се појављује зато што она у себи носи оно што је потребном лирском субјекту. Мајка је симбол безусловне љубави, а несхваћеном и увијек одбијеном пјеснику је управо то потребно. Он се њој исповиједа зато што зна да је она једина која ће га саслушати. Говори да је много гријешио и кајао се, али и да су му људи стално цијепали срце. Он наводи како добра није видио откад је она отишла. Затим коментарише како она вјероватно мисли да му је добро међу људима, али ситуација је управо супротна. Он се ту осјећа депресивно, усамљено и очајно. За то наводи разлог да су људи постали злобни, пакосни и да се завист са њима братски рукује. Поенту читаве пјесме представљају стихови: 
„О мајко, мајко, свијет је пакостан,
живот је, мајко, врло жалостан...”

## Језичко-стилска структура дјела
Пјесма „На Липару” је богата стилским фигурама. Поред епитета, најзаступљеније стилске фигуре, појављују се и неке друге. Јављају се контрасти у првом дијелу између строфа изречених од стране лирског субјекта и од стране славуја: веселост и разиграност птица и туга и депресија пјесника, њежно и добро срце птица и ледено срце пјесника. Персонификација се приказује у самој чињеници да птице имају људске особине, односно да без проблема разговарају и комуницирају са пјесником, те убацује ономатопеју на крајевима друге и четврте строфе у виду звука који производе птице („Ћију-ћи!”). Затим поређења, у стиховима попут: 
„А на души оста, кô скрхана биљка,
Ил’ кô тужан мирис увелог босиљка„”
Јавља се и градација, на примјер, у другом дијелу када се напетост и мистичност повећава, да би на крају достигло свој врхунац. Пјесник ово дјело почиње реторичким питањем. Он птицама поставља питање на које заправо ни не очекује одговор. Такође се на почетку другог и трећег стиха се јавља епифора, која се такође јавља и у другој строфи.
„Јесте ли ми род, сирочићи мали?
Ил’ су и вас, можда, јади отровали?
Ил’ вас је, слабе, прогонио свет —
Па дођосте само да, кад људе знамо,
Да се и ми мало боље упознамо,
У двопеву тужном певајући сет?... ”
Ритам је успорен када су строфе изговорене од стране лирског субјекта, док су строфе птица убрзане и веселе. Строфе птица су такође и краће, те написане углавном са три, четири или пет слогова, док су остале дуже, спорије и писане у једанаестерцу или дванаестерцу. Други дио „Поноћ” написан је у десетерцу, осим у дијеловима када је пјесник хтио да нагласи атмосферу или осјећања. У првом дијелу јавља се контраст мотива: поред мотива веселог карактера, као што су мотив прољећа, мотив зумбула, мотив птица, јављају се и они тужнији који описују лирског субјекта, мотив туге, мотив жалости, мотив леда, мотив сломљеног срца, и тако даље. Пјесникове строфе написане су у елегичном стилу, док је пјесма птица дитирамб.

## Романтичарски елементи
Ђура Јакшић је припадао књижевном правцу романтизам, те се карактеристике романтизма могу огледати у његовим дјелима. Његова дјела у себи имају изражену субјективност и индивидуалност. Он пише ствари онако како их он види, без обзира на друге, те представља класичног романтичарског јунака. Он је горди усамљеник који презире грађанску власт. Слави се култ природе, што се може примјетити у његовом дјелу. Он спомиње природу у овој пјесми и сам назив је управо везан за њу. Слике природе прате пјесникова осјећања. Пјесник изражава себе, своју личност и своја осјећања. Управо кроз лирског субјекта, можемо видјети дух и вољу Ђуре Јакшића. Он воли своју домовину и велики је патриота, али критикује власт и никада се неће сложити са њом, те се бори за боље сутра своје земље. 